# Rocío de Frutos Madrazo
María de la Rosada de Fruits Madrazo (Valladolid, 21 de gener de 1967) és una política espanyola del PSdG, diputada per Orense al Congrés durant la XI i XII legislatura.

## Biografia
Llicenciada en Dret per la Universitat de Valladolid, posseeix un Diploma d'Estudis Avançats per la Universitat de Vigo i un Diploma d'Adreça Pública per INAP. En 1993 va ingressar en el Cos Superior d'Inspectors de Treball i Seguretat Social, sent Orense el seu primer i única destinació. Va ser secretària general de la delegació del govern a Orense entre 2004 i 2008. Va encapçalar la llista del PSOE per la província d'Orense en les eleccions generals de 2015, sent triada diputada, i posteriorment reelegida en 2016. Va ser un dels quinze diputats del PSOE que van votar no en la segona sessió d'investidura de Mariano Rajoy per a president el 29 d'octubre de 2016.